# Tschernitz
Tschernitz (dolnołuż. Cersk) – gmina w Niemczech, w kraju związkowym Brandenburgia, w powiecie Spree-Neiße, wchodzi w skład urzędu Döbern-Land..

## Nazwa
Według jednej z teorii nazwa wsi pochodzi od nazwy rzeki płynącej przez Czernicę – „Czarnych wód”. Według niemieckiego językoznawcy Heinricha Adamy’ego nazwa pochodzi natomiast od nazwy czernica oznaczającej w staropolskim jadalną jagodę borówki. Heinrich Adamy w swoim dziele o nazwach miejscowych na Śląsku wydanym w 1888 roku we Wrocławiu wymienia jako najstarszą zanotowaną nazwę miejscowości Czernica podając jej znaczenie „Blaubeerplatz” czyli po polsku „miejsce borówek, jagód”.